# Milnor (Dacota do Norte)
Milnor é uma cidade localizada no estado norte-americano de Dacota do Norte, no Condado de Sargent.

## Demografia
Segundo o censo norte-americano de 2000, a sua população era de 711 habitantes.
Em 2006, foi estimada uma população de 704, um decréscimo de 7 (-1.0%).

## Geografia
De acordo com o United States Census Bureau tem uma área de
2,6 km², dos quais 2,4 km² cobertos por terra e 0,2 km² cobertos por água.

## Localidades na vizinhança
O diagrama seguinte representa as localidades num raio de 28 km ao redor de Milnor.